# Phago
Phago – rodzaj ryb promieniopłetwych z rodziny Distichodontidae.

## Zasięg występowania
Rodzaj obejmuje gatunki występujące w słodkich wodach Afryki.

## Morfologia
Długość ciała 17 cm; masa ciała do 5 g.

## Systematyka
Rodzaj zdefiniował w 1865 roku niemiecko-angielski zoolog Albert C.L.G. Günther na łamach „The Annals and Magazine of Natural History”. Na gatunek typowy Günther wyznaczył (oznaczenie monotypowe) Phago loricatus.

### Etymologia
Phago: gr. φαγω phagō ‘jeść’.

### Podział systematyczny
Do rodzaju należą następujące gatunki:
- Phago boulengeri Schilthuis, 1891
- Phago intermedius Boulenger, 1899
- Phago loricatus Günther, 1865